# Manchón de Amuco
Manchón de Amuco är en ort i Mexiko.   Den ligger i kommunen Coyuca de Catalán och delstaten Guerrero, i den södra delen av landet, 200 km sydväst om huvudstaden Mexico City. Manchón de Amuco ligger 265 meter över havet och antalet invånare är 107.
Terrängen runt Manchón de Amuco är varierad. Runt Manchón de Amuco är det ganska glesbefolkat, med 22 invånare per kvadratkilometer. Närmaste större samhälle är Ciudad Altamirano, 6,8 km norr om Manchón de Amuco. Omgivningarna runt Manchón de Amuco är en mosaik av jordbruksmark och naturlig växtlighet.